# Jan Pavlíček (legionář)
Jan Pavlíček ( 24. června 1869 Rohozná – 14. srpna 1918 Tavatuj, Sverdlovská oblast) byl lesník, příslušník československých legií v Rusku, padlý v boji.

## Život
Narodil se v Rohozné na Vysočině. Dělal lesníka. Během 1. světové války sloužil (v hodnosti svobodníka) v řadách 29. zeměbraneckého pěšího pluku rakousko-uherské armády. Krátce po nasazení na ruskou frontu byl dne 10. září 1914 zajat ruskou armádou. Dne 25. listopadu 1917 vstoupil do československých legií a byl zařazen v hodnosti vojín (střelec) do 11. setniny 6. střeleckého pluku. Dne 14. srpna 1918 padl v boji v okolí vesnice Tavatuj (rusky Таватуй). Pohřben je na Michajlovském hřbitově v Jekatěrinburgu.